# Creugas lisei
Creugas lisei là một loài nhện trong họ Corinnidae.
Loài này thuộc chi Creugas. Creugas lisei được miêu tả năm 2000 bởi Bonaldo.